# Karl Pempelfort
Karl Pempelfort (* 22. Februar 1901 in Düsseldorf; † 16. Dezember 1975 in Bonn) war ein deutscher Kunsthistoriker, Literat, Dramaturg, Regisseur und von 1951 bis 1970 Intendant und Oberspielleiter an den Städtischen Bühnen in Bonn.

## Leben und Wirken
Karl Pempelfort wurde als Sohn des Vorarbeiters und Werkstattleiters Wilhelm Pempelfort in Düsseldorf geboren. Er studierte von 1919 bis 1923 Philosophie, Kunst- und Literaturgeschichte an der Universität zu Köln, wo er bei Max Scheler zum „Dr. phil.“ promoviert wurde. Seine Schauspielausbildung erhielt er in seiner Vaterstadt Düsseldorf bei Louise Dumont. Seine Theaterkarriere begann er in der Spielzeit 1923/24 als Regieassistent am Stadttheater Aachen, wo er 1924 auch als Schauspieler debütierte und Spielleiter wurde. Es folgten Engagements als Spielleiter und Oberspielleiter an den Theatern in Frankfurt an der Oder (Spielzeit 1924/25) und Pforzheim (Spielzeit 1925/26). In der Spielzeit 1926/27 war er als Oberspielleiter und Schauspieler am „Deutschen Schauspiel“ in Riga verpflichtet. Weitere Stationen als Spielleiter waren das Stadttheater Koblenz (Spielzeit 1927/28) und das Stadttheater Bremen (Spielzeit 1928/29). 1929 wurde er Leiter des „Schlesischen Landestheaters“ in Bunzlau und vier Jahre später von den Breslauer Nationalsozialisten aus politischen Gründen dort entlassen. 1933 ging er als Chefdramaturg an das Schauspielhaus Königberg, wo er bis zu seiner Einberufung zur Wehrmacht als Dramaturg tätig war. In Königsberg arbeitete er  auch als Autor musik-, literatur- und kunstwissenschaftlicher Bücher. 1942 wurde er zum Kriegsdienst einberufen.
Nach dem Zweiten Weltkrieg ging er in seine rheinische Heimat zurück und wurde dort 1946 Chefdramaturg und Oberspielleiter mit einem Fünfjahresvertrag an den Kölner Bühnen, wo er das Kölner Schauspielensemble neu aufbaute. 1946 inszenierte er in Köln die deutschsprachige Erstaufführung des Schauspiels Der seidene Schuh von Paul Claudel. 1947 überzeugte er dort mit seiner Inszenierung der deutschen Erstaufführung des  Theaterstücks Mord im Dom von T. S. Eliot.
In der Nachkriegszeit organisierte Hans Böckler, der Vorsitzende des wiedererstandenen Deutschen Gewerkschaftsbundes (DGB), 1947 die Recklinghäuser Ruhrfestspiele („Kunst gegen Kohle“). Sein Motto war: Recklinghausen statt Salzburg, denn „Kultur für die Kumpels ist wichtiger, als für die Auserwählten“. Böckler übertrug Pempelfort die künstlerische Oberleitung von 1947 bis 1951. Pempelfort setzte sich in seiner Leitungsfunktion „energisch“ für ein „Theater der Arbeiter“ ein.
Nach den Jahren der Barbarei von 1933 bis 1945 und den Blut-und-Boden-Inszenierungen war eine Rückbesinnung auf die Klassiker wie Goethe, Schiller und Shakespeare angesagt. Auf Grund seiner Reputation wurde Karl Pempelfort mit Beginn der Spielzeit 1951/52 als Intendant und Oberspielleiter an die Städtischen Bühnen der neuen Bundeshauptstadt Bonn berufen. Die Spielstätte war bis 1965 noch im Großen Saal des Bonner Bürgervereins untergebracht. Zwei Straßenecken weiter lag der Treffpunkt der Bonner Kulturszene in der Künstlerkneipe und Galerie Zur Kerze, in der Pempelfort Stammgast war.
1965 war am Rheinufer der Neubau des Bonner Stadttheaters bezugsfertig. Pempelfort eröffnete mit der Weltpremiere des Stückes Die Schwätzer von Dieter Waldmann. Die Regie führte Hans-Joachim Heyse, der dann von 1970 bis 1981 Pempelforts Nachfolger in der Theaterleitung wurde.
Pempelfort inszenierte als Gastregisseur u. a. in Ankara und Bukarest. Er wurde mit dem Großen Bundesverdienstkreuz ausgezeichnet. Nach seiner Pensionierung widmete sich Pempelfort wieder dem Verfassen von Büchern und seinen kunstwissenschaftlichen Schriften. Er schrieb u. a. über Michelangelo, Shakespeare, Goethe, Friedrich Hölderlin und Wolfgang Amadeus Mozart. Karl Pempelfort war mit Elisabeth Pempelfort, geborene Mundorf, verheiratet. Pempelfort starb unerwartet im Dezember 1975 während einer Podiumsdiskussion über die Entwicklung der Theaterlandschaft Bonns.